# Granit Xhaka
Granit Xhaka (Basilea, 27 de septiembre de 1992) es un futbolista suizo que juega como centrocampista en el Sunderland A. F. C. de la Premier League.
Comenzó su carrera en el F. C. Basilea, el club de su ciudad natal, y ganó la Superliga de Suiza en cada una de sus dos primeras temporadas. En 2012 se trasladó al Borussia Mönchengladbach, equipo de la Bundesliga, donde se ganó la reputación de ser un jugador técnicamente dotado y un líder natural, además de recibir críticas por su temperamento. En 2015, a los 22 años, fue nombrado capitán del Borussia Mönchengladbach y llevó al equipo a clasificarse para la Liga de Campeones de la UEFA por segunda temporada consecutiva. Completó un traspaso al Arsenal en mayo de 2016 por un monto aproximado de 30 millones de libras.

## Orígenes
Granit Xhaka nació el 27 de septiembre de 1992 en la ciudad de Basilea (Suiza), en el seno de una familia de etnia albanesa procedente de Podujevo (Kosovo), que entonces formaba parte de la República Federal de Yugoslavia. La familia se trasladó de Podujevo a Basilea ese mismo año, donde nacieron Granit y su hermano mayor, Taulant Xhaka. Muchos años después, en el transcurso de la Copa Mundial de Fútbol de 2018, lo sancionaron tras un partido contra Serbia, país al que Kosovo le declaró la independencia en 2008 y con el que mantienen relaciones muy tensas. En el encuentro, Xhaka anotó un gol y, a modo de celebración, formó con las manos el águila bicéfala característica de la bandera albanesa. En respuesta, la Asociación de Fútbol de Serbia presentó una denuncia y la FIFA abrió un procedimiento disciplinario contra el jugador.

## Trayectoria
Xhaka se inició en el fútbol juvenil en el Concordia de Basilea y se trasladó al Basilea en 2002. Jugó en varios equipos juveniles del Basilea y desde 2008 formó parte de la selección sub-21. Entre 2008 y 2010, jugó 37 partidos con la selección sub-21, marcando once goles.

### Basilea
El 18 de mayo de 2012, el Basilea anunció en su página web que Xhaka había llegado a un acuerdo con el Borussia Mönchengladbach de Lucien Favre. Tras pasar los controles médicos, Xhaka firmó un contrato de cinco años con el club. El Mönchengladbach no ha revelado el precio del traspaso, pero se estima que ronda los 8,5 millones de euros.
Desde el comienzo de la temporada 2010-11, Xhaka jugó en el primer equipo del Basilea. Debutó con el primer equipo en la tercera ronda de clasificación de la Liga de Campeones de la UEFA 2010-11 en el partido fuera de casa contra el Debreceni en el estadio Szusza Ferenc. Hacia el final del partido, marcó el segundo gol en la victoria del Basilea por 2-0. Marcó su primer gol en la Superliga en la victoria en casa por 5-1 contra el FC Thun el 15 de mayo de 2011. Al final de la temporada 2010-11, Xhaka ganó el título de campeón de la Superliga con el Basilea y al final de la temporada 2011-12 ganó el doblete, el título de campeón de Liga y la Copa de Suiza con el club.

### Borussia Mönchengladbach
Xhaka debutó en un partido de la primera ronda de la Copa de Alemania contra el Alemannia Aachen el 18 de agosto de 2012. Tres días después, hizo su primera aparición en competición europea con el Borussia en la derrota por 1-3 en casa ante el Dinamo de Kiev en la clasificación para la Liga de Campeones de la UEFA 2012-13. El 25 de agosto debutó en la Bundesliga en el primer partido de la temporada del equipo, una victoria por 2-1 en casa contra el 1899 Hoffenheim. Marcó su primer y único gol de la temporada en la derrota por 3-2 ante el 1. F. C. Núremberg.
En su segunda temporada en el club, Xhaka fue titular en 29 ocasiones y disputó cinco partidos como suplente en el Gladbach, que terminó en la sexta posición de la Bundesliga 2014-15.
En 2014-15, Xhaka fue titular en los 34 partidos de la Bundesliga 2014-15 con el Borussia y fue nombrado en el equipo de la temporada de la liga El Borussia terminó en tercera posición y se clasificó para la Liga de Campeones 2015-16. 
El 23 de septiembre de 2015, Xhaka capitaneó al Borussia y marcó su primer gol de la temporada, al rematar de cabeza un tiro libre de Raffael en la victoria por 4-2 ante el FC Augsburgo. En el siguiente partido, contra el VfB Stuttgart, Xhaka volvió a ser el capitán del equipo y marcó un gol en la victoria por 3-1. El 30 de septiembre, hizo su primera aparición con el Borussia en la Liga de Campeones propiamente dicha, en una derrota por 1-2 en la fase de grupos en casa ante el Manchester City. El 20 de diciembre, Xhaka recibió su quinta tarjeta roja con el equipo en su partido número 95, por golpear a un rival en la primera parte; entregó voluntariamente 20.000 euros a una organización benéfica como disculpa.

### Arsenal
El 25 de mayo de 2016, el Arsenal fichó a Xhaka procedente del Borussia Mönchengladbach por una cantidad que rondaba los 30-35 millones de libras. Xhaka fue fichado después de que el Arsenal se echara supuestamente atrás en el traspaso de N'Golo Kanté debido a los honorarios de los agentes implicados, que ascendían a más de 10 millones de libras. Xhaka se estrenó con el Arsenal (como sustituto en el descanso) en la victoria por 2-1 contra el All-Stars de la MLS.
Debutó en competición con el Arsenal en el primer partido de la temporada 2016-17 de la Premier League, una derrota por 4-3 ante el Liverpool, sustituyendo al centrocampista Mohamed Elneny en el minuto 65 y recibiendo una tarjeta amarilla en el proceso. Su primer gol con el club llegó el 17 de septiembre de 2016, un trallazo desde 25 metros en una victoria por 4-1 en la Premier League contra el Hull City. Cuatro días después, volvería a marcar desde lejos, esta vez desde 30 metros en una derrota por 4-0 en la EFL Cup contra el Nottingham Forest. La primera tarjeta roja de Xhaka con el Arsenal -y la octava con el club y la selección desde abril de 2014- llegó en una victoria por 3-2 contra el Swansea City el 15 de octubre de 2016. El 22 de enero de 2017, Xhaka fue expulsado por segunda vez en la temporada, por el árbitro Jon Moss, en la victoria del Arsenal por 2-1 en casa contra el Burnley. Tras su primer gol con el club en septiembre, no volvería a marcar en la Premier League hasta hacerlo en mayo, anotando el primer gol de la victoria por 2-0 ante el Manchester United, poniendo fin a la racha de 25 partidos consecutivos sin perder del United.
Participó en la campaña triunfal del Arsenal en la FA Cup. Así, fue titular en la final de la Copa contra el Chelsea, que los Gunners ganaron por 2-1. Xhaka también jugó en la Community Shield de 2017, que el Arsenal ganó en la tanda de penaltis contra el Chelsea. Su primer gol de la temporada 2017-18 se produjo en el empate a tres con el Liverpool, Xhaka marcó un golazo desde 25 metros para que el Arsenal pasara del 2-1 al 2-2.
El 15 de septiembre de 2018 marcó el primer gol, de falta directa, en la victoria por 2-1 contra el Newcastle United. El 28 de octubre de 2018, volvió a marcar de falta contra el Crystal Palace.

### Leverkusen y Sunderland
En julio de 2023 regresó a Alemania tras ser traspasado al Bayer 04 Leverkusen y firmar un contrato por cinco temporadas. En la primera de ellas ayudó al equipo a ganar su primera 1. Bundesliga y su segunda Copa de Alemania, además de alcanzar la final de la Liga Europa de la UEFA. Continuó una segunda campaña y en julio de 2025 volvió a Inglaterra para jugar en el Sunderland A. F. C.

## Selección nacional
Ha sido internacional con la selección de fútbol de Suiza, ha jugado 137 partidos internacionales y ha anotado 14 goles.
El 13 de mayo de 2014 el entrenador de la selección de Suiza, Ottmar Hitzfeld, lo incluyó en la lista oficial de 23 jugadores convocados para afrontar la Copa Mundial de Fútbol de 2014.
El 4 de junio de 2018 el seleccionador Vladimir Petković lo incluyó en la lista de 23 para el Mundial.

### Participaciones en Copas del Mundo
| Mundial                               | Sede    | Resultado        |
| ------------------------------------- | ------- | ---------------- |
| Copa Mundial de Fútbol Sub-17 de 2009 | Nigeria | Campeón          |
| Copa Mundial de Fútbol de 2014        | Brasil  | Octavos de final |
| Copa Mundial de Fútbol de 2018        | Rusia   | Octavos de final |
| Copa Mundial de Fútbol de 2022        | Catar   | Octavos de final |

### Participaciones en Eurocopas
| Copa          | Sede     | Resultado        | Partidos | Goles |
| ------------- | -------- | ---------------- | -------- | ----- |
| Eurocopa 2016 | Francia  | Octavos de final | 4        | 0     |
| Eurocopa 2020 | Europa   | Cuartos de final | 4        | 0     |
| Eurocopa 2024 | Alemania | Cuartos de final | 5        | 0     |

### Goles internacionales
| N.º | Fecha                    | Lugar                               | Oponente    | Gol  | Resultado | Competición                                        |
| --- | ------------------------ | ----------------------------------- | ----------- | ---- | --------- | -------------------------------------------------- |
| 1.  | 15 de noviembre de 2011  | Stade Josy Barthel, Luxemburgo      | Luxemburgo  | 1 –0 | 1–0       | Amistoso                                           |
| 2.  | 15 de agosto de 2012     | Stadion Poljud, Split               | Croacia     | 1–0  | 4–2       | Amistoso                                           |
| 3.  | 7 de septiembre de 2012  | Stožice Stadium, Liubliana          | Eslovenia   | 1–0  | 2–0       | Clasificación de UEFA para la Copa Mundial de 2014 |
| 4.  | 15 de octubre de 2013    | Stade de Suisse, Berna              | Eslovenia   | 1–0  | 1–0       | Clasificación de UEFA para la Copa Mundial de 2014 |
| 5.  | 20 de junio de 2014      | Arena Fonte Nova, Salvador de Bahía | Francia     | 2–5  | 2–5       | Copa Mundial de la FIFA 2014                       |
| 6.  | 27 de marzo de 2015      | Swissporarena, Lucerna              | Estonia     | 2–0  | 3–0       | Clasificación para la Eurocopa 2016                |
| 7.  | 9 de junio de 2017       | Tórsvøllur, Tórshavn                | Islas Feroe | 1–0  | 2–0       | Clasificación de UEFA para la Copa Mundial de 2018 |
| 8.  | 7 de octubre de 2017     | St. Jakob-Park, Basilea             | Hungría     | 1–0  | 5–2       | Clasificación de UEFA para la Copa Mundial de 2018 |
| 9.  | 27 de marzo de 2018      | Swissporarena, Lucerna              | Panamá      | 2–0  | 6–0       | Amistoso                                           |
| 10. | 22 de junio de 2018      | Arena Baltika, Kaliningrado         | Serbia      | 1–1  | 2–1       | Copa Mundial de 2018                               |
| 11. | 26 de marzo de 2019      | St. Jakob-Park, Basilea             | Dinamarca   | 2-0  | 3-3       | Clasificación para la Eurocopa 2020                |
| 12. | 18 de noviembre de 2019  | Estadio Victoria, Gibraltar         | Gibraltar   | 6-1  | 6-1       | Clasificación para la Eurocopa 2020                |
| 13. | 25 de marzo de 2023      | Estadio Karađorđe, Novi Sad         | Bielorrusia | 4-0  | 6-0       | Clasificación para la Eurocopa 2024                |
| 14. | 12 de septiembre de 2023 | Stade de Tourbillon, Sion           | Andorra     | 2-0  | 3-0       | Clasificación para la Eurocopa 2024                |

## Estadísticas

### Clubes
Actualizado al último partido disputado el 11 de mayo de 2025.
| Club                                | Div.          | Temporada     | Liga  | Liga  | Copas nacionales | Copas nacionales | Copas internacionales | Copas internacionales | Total | Total |
| Club                                | Div.          | Temporada     | Part. | Goles | Part.            | Goles            | Part.                 | Goles                 | Part. | Goles |
| ----------------------------------- | ------------- | ------------- | ----- | ----- | ---------------- | ---------------- | --------------------- | --------------------- | ----- | ----- |
| F. C. Basilea · Suiza               | 1.ª           | 2010-11       | 20    | 1     | 3                | 0                | 6                     | 1                     | 29    | 2     |
| F. C. Basilea · Suiza               | 1.ª           | 2011-12       | 24    | 1     | 6                | 0                | 8                     | 0                     | 38    | 1     |
| F. C. Basilea · Suiza               | Total club    | Total club    | 44    | 2     | 9                | 0                | 14                    | 1                     | 67    | 3     |
| Borussia Mönchengladbach · Alemania | 1.ª           | 2012-13       | 22    | 1     | 2                | 0                | 9                     | 0                     | 33    | 1     |
| Borussia Mönchengladbach · Alemania | 1.ª           | 2013-14       | 28    | 0     | 1                | 0                | ―                     | ―                     | 29    | 0     |
| Borussia Mönchengladbach · Alemania | 1.ª           | 2014-15       | 30    | 2     | 3                | 0                | 9                     | 3                     | 42    | 5     |
| Borussia Mönchengladbach · Alemania | 1.ª           | 2015-16       | 28    | 3     | 3                | 0                | 5                     | 0                     | 36    | 3     |
| Borussia Mönchengladbach · Alemania | Total club    | Total club    | 108   | 6     | 9                | 0                | 23                    | 3                     | 140   | 9     |
| Arsenal F. C. Inglaterra            | 1.ª           | 2016-17       | 32    | 2     | 7                | 1                | 7                     | 1                     | 46    | 4     |
| Arsenal F. C. Inglaterra            | 1.ª           | 2017-18       | 38    | 1     | 4                | 1                | 6                     | 1                     | 48    | 3     |
| Arsenal F. C. Inglaterra            | 1.ª           | 2018-19       | 29    | 4     | 2                | 0                | 9                     | 0                     | 40    | 4     |
| Arsenal F. C. Inglaterra            | 1.ª           | 2019-20       | 31    | 1     | 6                | 0                | 4                     | 0                     | 41    | 1     |
| Arsenal F. C. Inglaterra            | 1.ª           | 2020-21       | 31    | 1     | 4                | 0                | 10                    | 0                     | 45    | 1     |
| Arsenal F. C. Inglaterra            | 1.ª           | 2021-22       | 27    | 1     | 3                | 0                | ―                     | ―                     | 30    | 1     |
| Arsenal F. C. Inglaterra            | 1.ª           | 2022-23       | 37    | 7     | 3                | 0                | 7                     | 2                     | 47    | 9     |
| Arsenal F. C. Inglaterra            | Total club    | Total club    | 225   | 17    | 29               | 2                | 43                    | 4                     | 297   | 23    |
| Bayer Leverkusen · Alemania         | 1.ª           | 2023-24       | 33    | 3     | 6                | 1                | 11                    | 0                     | 50    | 4     |
| Bayer Leverkusen · Alemania         | 1.ª           | 2024-25       | 33    | 2     | 6                | 0                | 10                    | 0                     | 49    | 2     |
| Bayer Leverkusen · Alemania         | Total club    | Total club    | 66    | 5     | 12               | 1                | 21                    | 0                     | 99    | 6     |
| Sunderland A. F. C. Inglaterra      | 1.ª           | 2025-26       | 0     | 0     | 0                | 0                | 0                     | 0                     | 0     | 0     |
| Sunderland A. F. C. Inglaterra      | Total club    | Total club    | 0     | 0     | 0                | 0                | 0                     | 0                     | 0     | 0     |
| Total carrera                       | Total carrera | Total carrera | 443   | 30    | 59               | 3                | 101                   | 8                     | 603   | 41    |

## Palmarés

### Campeonatos nacionales
| Título                | Club                | País       | Año  |
| --------------------- | ------------------- | ---------- | ---- |
| Superliga de Suiza    | F. C. Basilea       | Suiza      | 2011 |
| Superliga de Suiza    | F. C. Basilea       | Suiza      | 2012 |
| Copa de Suiza         | F. C. Basilea       | Suiza      | 2012 |
| FA Cup                | Arsenal F. C.       | Inglaterra | 2017 |
| Community Shield      | Arsenal F. C.       | Inglaterra | 2017 |
| FA Cup                | Arsenal F. C.       | Inglaterra | 2020 |
| Community Shield      | Arsenal F. C.       | Inglaterra | 2020 |
| Bundesliga            | Bayer 04 Leverkusen | Alemania   | 2024 |
| Copa de Alemania      | Bayer 04 Leverkusen | Alemania   | 2024 |
| Supercopa de Alemania | Bayer 04 Leverkusen | Alemania   | 2024 |

### Campeonatos internacionales
| Título              | Club (*)                  | Sede    | Año  |
| ------------------- | ------------------------- | ------- | ---- |
| Copa Mundial Sub-17 | Selección de Suiza sub-17 | Nigeria | 2009 |

(*) Incluyendo la selección.